# James Michael Cavanaugh
James Michael Cavanaugh (4 juillet 1823 à Springfield – 30 octobre 1879) est un homme politique américain, représentant du Minnesota puis délégué du territoire du Montana à la Chambre des représentants des États-Unis.